# Dzieci ulicy (film 1936)
Dzieci ulicy (ang. The Devil Is a Sissy) – amerykański film przygodowy z 1936 roku. W filmie wystąpiły 3 największe dziecięce gwiazdy filmowe lat 30. Freddie Bartholomew, Jackie Cooper i Mickey Rooney.

## Obsada
- Freddie Bartholomew jako Claude 'Limey' Pierce
- Jackie Cooper jako Robert 'Buck' Murphy
- Mickey Rooney jako James 'Gig' Stevens
- Ian Hunter jako Jay Pierce
- Katharine Alexander jako Hilda Pierce
- Peggy Conklin jako Rose Hawley
- Gene Lockhart jako pan Jim 'Murph' Murphy
- Kathleen Lockhart jako pani Murphy
- Jonathan Hale jako sędzia Holmes
- Etienne Girardot jako pan Crusenberry, dyrektor
- Sherwood Bailey jako Bugs
- Buster Slaven jako Six-Toes
- Grant Mitchell jako Paul Krumpp
- Stanley Fields jako Joe, gangster
- Harold Huber jako Willie, gangster
- Frank Puglia jako 'Grandma', gangster
- Etta McDaniel jako Molly, pokojówka Rose